# O-Train
O-Train é o sistema de Veículo Leve Sobre Trilhos (light rail transit - LRT) que opera na cidade de Ottawa, Ontario, Canadá.
O início das operações aconteceu em 2001. Administrado pela OC Transpo, atualmente o sistema está sendo operado com três comboios, cada um com três vagões.

## Estações
Em número de cinco, são atendidas a cada 15 minutos.

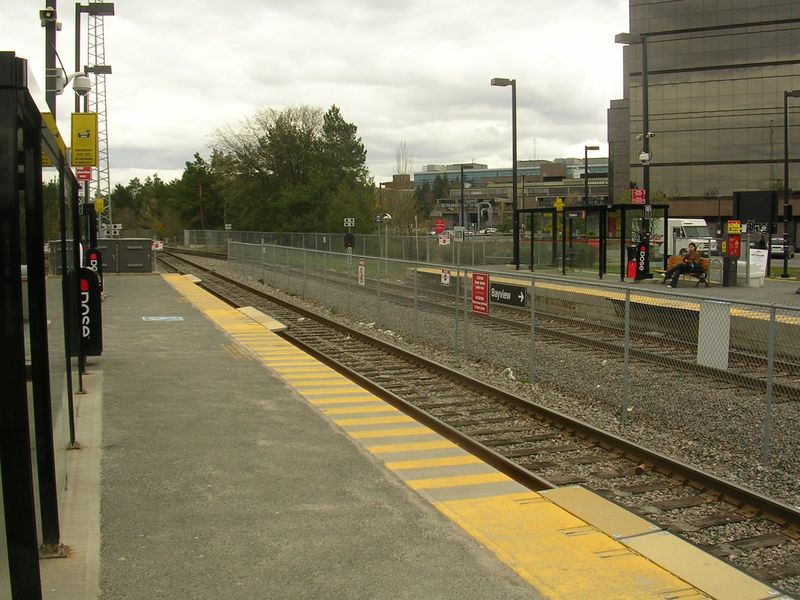
"Carleton Station (OC Transpo)"

- Bayview
- Carling
- Carleton
- Confederation
- Greenboro